# Кладоэндезис
Кладоэндезис (cladoendesis, от греч. κλαδος + греч. εν-δεσις — ветвесцепление) — метод филогенетического анализа и биологической классификации, который предполагает большое внимание к связям между апоморфиями таксонов и к характеристикам таксонов более высокого ранга. Таким образом, характеристики каждого таксона оказываются иерархически взаимосвязанными. Термин «кладоэндезис» и сам метод были предложены Н. Ю. Клюге в начале XXI века.
При таком методе филогенетическое древо не строится каждый раз заново для каждого нового признака, а реконструируется на основе предыдущих результатов. Каждый признак каждого таксона учитывается при сравнении с его предковым состоянием на уровне таксона более высокого порядка. Кладоэндезис хорошо применим для понимания природы и эволюции метаморфоза насекомых, а также к эволюции онтогенеза ног и усиков насекомых.
Кладоэндезис противопоставляется матричным методам филогенетического анализа, при которых признаки не образуют иерархических связей, а формируют в прямоугольную таблицу (матрицу) и обрабатываются математическими программами.